# Porte de ville de Druyes-les-Belles-Fontaines
La porte de ville de Druyes-les-Belles-Fontaines est une porte située à Druyes-les-Belles-Fontaines, en France.

## Localisation
La porte est située dans le département français de l'Yonne, sur la commune de Druyes-les-Belles-Fontaines.

## Historique
L'édifice est classé au titre des monuments historiques en 1888.